# Revithoussa LNG Terminal
Revithoussa LNG Terminal är en LNG-terminal i Grekland. Den ligger på ön Revythoúsa i  Megarabukten, 45 kilometer väster om Atén. Den färdigställdes 1999 och drivs av Desfa SA, som är ett dotterbolag till det statliga grekiska gasnätsföretaget Depa AE. Huvudleverantör har varit algeriska Sonatrach.
Den flytande naturgasen lagras i tre tankar, med en sammanlagd kapacitet på 225.000 kubikmeter.
Revithoussa LNG Terminal är den första – och fram till 2022 – den enda LNG-terminalen i Grekland.